# 离宫增八
飛馬座69，又名BD+24 4778，HD 220933、SAO 91278、HR 8915，是飛馬座的一颗恒星，视星等为5.98，位于銀經99.98，銀緯-33.94，其B1900.0坐标为赤經23h 22m 42.1s，赤緯+24° -33.94′ 4″。